# Вилијамс (Ајова)
Вилијамс (енгл. Williams) град је у америчкој савезној држави Ајова. По попису становништва из 2010. у њему је живело 344 становника.

## Демографија
Према попису становништва из 2010. у граду је живело 344 становника, што је -83 (-19.4%) становника више него 2000. године.
| Група             | 2000.       | 2010.       |
| Белци             | 416 (97,4%) | 340 (98,8%) |
| Афроамериканци    | 0 (0,0%)    | 1 (0,3%)    |
| Азијати           | 0 (0,0%)    | 0 (0,0%)    |
| Хиспаноамериканци | 11 (2,6%)   | 0 (0,0%)    |
| Укупно            | 427         | 344         |